# Meksyk na Letnich Igrzyskach Olimpijskich 1996
Meksyk na Letnich Igrzyskach Olimpijskich 1996 reprezentowało 98 zawodników: 70 mężczyzn i 28 kobiet. Był to 18 start reprezentacji Meksyku na letnich igrzyskach olimpijskich.

## Zdobyte medale
| Medal | Zawodnik        | Dyscyplina    | Konkurencja            | Rezultat  |
| ----- | --------------- | ------------- | ---------------------- | --------- |
| Brąz  | Bernardo Segura | Lekkoatletyka | chód na 20 km mężczyzn | 1:20:23 h |

## Skład kadry

### Boks
Mężczyźni
- Jesús Martínez waga papierowa do 48 kg – 9. miejsce,
- José Martín Castillo waga musza do 52 kg – 17. miejsce,
- Samuel Álvarez waga kogucia do 54 kg – 17. miejsce,
- Francisco Martínez waga lekka do 60 kg – 17. miejsce,
- Carlos Martínez waga lekkopółśrednia do 63,5 kg – 17. miejsce,
- Jesús Flores waga półśrednia do 67 kg – 17. miejsce,
- Juan Pablo López waga średnia do 75 kg – 17. miejsce,
- Julio César González waga półciężka do 81 kg – 17. miejsce,

### Jeździectwo
- Jaime Guerra skoki przez przeszkody indywidualnie – 26. miejsce,
- Antonio Chedraui – skoki przez przeszkody indywidualnie – 50. miejsce,
- José Madariaga – skoki przez przeszkody indywidualnie – 54. miejsce,
- Alfonso Romo – skoki przez przeszkody indywidualnie – 60. miejsce,
- Jaime Guerra, Antonio Chedraui, José Madariaga, Alfonso Romo – skoki przez przeszkody drużynowo – 14. miejsce

### Judo
Mężczyźni
- Ricardo Acuña – waga do 60 kg – 9. miejsce,
- Arturo Gutiérrez – waga do 95 kg – 21. miejsce,

### Kajakarstwo
Kobiety
- Erika Duron – K-1 500 m – odpadła w repasażach,
- Renata Hernández, Sandra Rojas – K-2 500 m – odadły w półfinale,
- Erika Duron, Renata Hernández, Sandra Rojas, Itzel Reza – K-4 500 m – odpadły w półfinale,

Mężczyźni
- Roberto Heinze Flamand, Ralph Heinze – K-2 500 m – odpadli w repasażach,

### Kolarstwo
Kobiety
- Nancy Contreras – kolarstwo torowe sprint – 14. miejsce,
- Belem Guerrero – kolarstwo torowe wyścig punktowy – 11. miejsce,

Mężczyźni
- Eduardo Graciano – kolarstwo szosowe wyścig ze startu wspólnego – 71. miejsce,
- Eduardo Uribe – kolarstwo szosowe wyścig ze startu wspólnego – 90. miejsce,
- Irving Aguilar – kolarstwo szosowe wyścig ze startu wspólnego – 117. miejsce,
- Adan Juárez – kolarstwo szosowe wyścig ze startu wspólnego – nie ukończył wyścigu,
- Domingo González – kolarstwo szosowe wyścig ze startu wspólnego – nie ukończył wyścigu,
- Jesús Zárate – kolarstwo szosowe jazda indywidualna na czas – 30. miejsce,
- Marco Zaragoza – kolarstwo torowe wyścig punktowy – nie ukończył wyścigu

### Lekkoatletyka
Kobiety
- María Graciela Mendoza – chód na 10 km – 18. miejsce,
- María del Carmen Díaz – maraton – 33. miejsce
- Adriana Fernández – maraton – 51. miejsce,
- Guadaloupe Loma – maraton – 43. miejsce,

Mężczyźni
- Alejandro Cárdeñas – bieg na 400 metrów – odpadł w ćwierćfinale,
- Armando Quintanilla – bieg na 10 000 metrów – 11. miejsce,
- Martín Pitayo – bieg na 10 000 metrów – odpadł w eliminacjach,
- Germán Silva – maraton – 6. miejsce,
- Benjamín Paredes – maraton – 8. miejsce,
- Dionicio Cerón – maraton – 15. miejsce,
- Bernardo Segura – chód na 20 km – 3.miejsce,
- Daniel García
  - chód na 20 km – 19. miejsce,
  - chód na 50 km – 9. miejsce,
- Miguel Ángel Rodríguez – chód na 20 km – nie ukończył konkurencji (dyskwalifikacja),
- Ignacio Zamudio – chód na 50 km – 6. miejsce,
- Germán Sánchez – chód na 50 km – 18. miejsce,

### Łucznictwo
Kobiety
- Marisol Bréton – indywidualnie – 18. miejsce,

Mężczyźni
- Andrés Anchondo – indywidualnie – 16. miejsce,
- Adolfo González – indywidualnie – 51. miejsce,

### Pięciobój nowoczesny
Mężczyźni
- Sergio Salazar – indywidualnie – 9. miejsce,
- Horacio de la Vega – indywidualnie – 23. miejsce,

### Piłka nożna
Mężczyźni
- Claudio Suárez, Germán Villa, Duilio Davino, Raúl Rodrigo Lara, José García, Bernardo Sol, Jorge Campos, Luis García, Cuauhtémoc Blanco, Pável Pardo, Jesús Arellano, Enrique Alfaro, Francisco Palencia, José Manuel Abundis – 7. miejsce,

### Pływanie
Mężczyźni
- Carlos Arena
  - 100 m stylem grzbietowym – 29. miejsce,
  - 200 m stylem grzbietowym – 30. miejsce,
- Jesús González – 100 m stylem motylkowym – 29. miejsce,

### Pływanie synchroniczne
Kobiety
- Olivia González, Wendy Aguilar, Aline Reich, Ingrid Reich, Lilián Leal, Patricia Vila, Berenice Guzmán, Ariadna Medina, Erika Leal Ramírez – drużynowo – 8. miejsce,

### Siatkówka plażowa
Kobiety
- Mayra Huerta, Velia Eguiluz – 17. miejsce,

### Skoki do wody
Kobiety
- María José Alcalá
  - trampolina 3 m – 13. miejsce,
  - wieża 10 m – 17. miejsce,
- María Elena Romero – trampolina 3 m – 17. miejsce,

Mężczyźni
- Fernando Platas
  - trampolina 3 m – 8. miejsce,
  - wieża 10 m – 7. miejsce,
- Joel Rodríguez – trampolina 3 m – 30. miejsce,
- Alberto Acosta – wieża 10 m – 22. miejsce,

### Strzelectwo
Mężczyźni
- Alex Fernández – trap – 31. miejsce,

### Tenis stołowy
Mężczyźni
- Guillermo Muñoz – gra pojedyncza – 49. miejsce,

### Tenis ziemny
Kobiety
- Angélica Gavaldón – gra pojedyncza – 17. miejsce,

Mężczyźni
- Óscar Ortiz – gra pojedyncza – 17. miejsce,
- Alejandro Hernández – gra pojedyncza – 33. miejsce,
- Óscar Ortiz, Alejandro Hernández – gra podwójna – 17. miejsce,

### Wioślarstwo
Kobiety
- Ana Sofía Soberanes, Andrea Boltz – dwójka podwójna wagi lekkiej – 14. miejsce,

### Zapasy
Mężczyźni
- Enrique Aguilar styl klasyczny waga do 48 kg – 17. miejsce,
- Armando Fernández styl klasyczny waga do 57 kg – 14. miejsce,
- Rodolfo Hernández styl klasyczny waga do 74 kg – 18. miejsce,
- Guillermo Díaz styl klasyczny waga do 130 kg – 18. miejsce,
- Filiberto Fernández styl wolny waga do 48 kg – 17. miejsce,
- Víctor Rodríguez styl wolny waga do 52 kg – 18. miejsce,
- Felipe Guzmán styl wolny waga do 74 kg – 20. miejsce,

### Żeglarstwo
- Pedro Silveira – windsurfing mężczyźni – 34. miejsce,
- Antonio Goeters – klasa Laser – 33. miejsce,